# Fraternitas Saturni
Fraternitas Saturni es una orden Rosacruz alemana también llamada "Hermandad de Saturno".
La fraternidad se originó en Alemania en 1925 a raíz de la llamada Conferencia de Weida, y se fundó formalmente en 1928 por Gregor A. Gregorius seudónimo de Eugen Grosche.
Como organización esotérica que es, debió interrumpir sus labores por la llegada del nacional-socialismo a Alemania reanudándolas en 1950.

## Doctrinas
Sus doctrinas son muy eclécticas. Prestan poca atención al Tarot y la Kabbalah y destacan la magia demoníaca, la magia sexual y el uso del péndulo y los espejos mágicos.
Toman parte de sus doctrinas de la Teosofía, de Crowley la "Ley del Thelema" y la magia sexual de la " O.T.O.". Su elemento distintivo es su especial foco en arquetipo "saturno".
Poco antes de la muerte de Grosche el sistemas de grados fue cambiado agregándose el grado de "novicio" y el de "Gran Maestro" expandiéndose los grados a 33.
Los "novicios" no son propiamente miembros sino que aspiran a serlo.
El productor cinematográfico Albin Grau pertenecía a la fraternidad y plasmaría una de sus doctrinas, la del "Demiurgo Nosferatu", en la afamada película “Nosferatu, eine Symphonie des Grauens”.